# Frigyes Vasváry
Frigyes Vasváry, madžarski general, * 1895, † 1979.